# 2910 Yoshkar-Ola
2910 Yoshkar-Ola este un asteroid din centura principală, descoperit pe 11 octombrie 1980 de Nikolai Cernîh.